# Jean-Louis Schoellkopf
 (juin 2021).
Si vous disposez d'ouvrages ou d'articles de référence ou si vous connaissez des sites web de qualité traitant du thème abordé ici, merci de compléter l'article en donnant les références utiles à sa vérifiabilité et en les liant à la section « Notes et références ».
Jean-Louis Schoellkopf est un photographe documentaire et artiste contemporain français né en 1946 à Colmar.

## Biographie
Son travail explore les problèmes de la ville contemporaine, confrontée aux modifications dues aux nouvelles options économiques à l'œuvre, aux changements dans le monde de l'entreprise et de la production industrielle.
Tous ces changements idéologiques engendrent une redistribution des espaces urbains, définissent de nouvelles façons de concevoir et d'occuper la ville qui génèrent de nouveaux conflits. Il semble facile aujourd’hui de repérer, dans l'organisation des villes, les configurations familières et les zonages issus de la hiérarchie sociale.
Dans ses différents projets, il s'attache à mettre en lumière ces enjeux, par la description et l'analyse de différentes situations urbaines, tant en France qu'en Europe, en tenant compte des points de vue historique, géographique et sociologique. Que deviennent nos villes, nos usines, nos maisons ; comment les vivons-nous aujourd'hui ?
Sa conviction est que l'artiste doit être aujourd'hui encore un acteur dans la société. 
Par le choix d'une procédure documentaire, il se situe clairement dans une position critique. 
Il vit et travaille à Mulhouse. Son atelier est situé à Motoco, un lieu de production artistique créé en 2012 dans une ancienne manufacture DMC.
Jean-Louis Schoellkopf a confié son fonds, constitué de négatifs et de tirages contact, à l’Institut pour la photographie de Lille pour une durée de vingt ans,.

## Collections publiques
Centre national des arts plastiques, les FRAC Rhône-Alpes et Haute-Normandie, le Musée d'Art moderne de Paris, le Musée d’Art moderne et contemporain de Strasbourg, la Caisse des dépôts et consignations.MACBA  Barcelone, ZKM Karlsruhe, Musée d'art moderne de St Etienne 